# Takao Suzuki
Takao Suzuki (japansk 鈴木貴男, født 20. september 1976 i Sapporo, Japan) er en professionel tennisspiller på ATP Tour.
Suzuki nåede sin karrieres højdepunkt som single som nr. 102 i verden i 1998 og har tjent næsten tre femtedele af en million dollars i præmiepriser på ATP Tour. Han er kendt for sit enestående spil mod Roger Federer ved Australian Open i 2005.  Selvom Suzuki tabte til Federer i lige sæt (6–3, 6–4, 6–4), udfordrede Suzuki Federer i flere af spillene og mønstrede en tæt kamp i hvert sæt han tabte.
I 2006 skadede Suzuki sin skulder ved kvalifikationsturneringen til Australian Open i en kamp mod Paul Capdeville og måtte som resultat sidde ude det meste af sæsonen. Han vendte kortvarrigt tilbage til konkurrencetennis i maj i en challengerturnering i Sydkorea og tabte i kvartfinalen. I oktober 2006 spillede Suzuki i sin første International Series-event for året, Japan Open Tennis Championships afholdt i Tokyo, idet han havde fået et wildcard til hovedtrækningen. Suzuki, som dengang rangerede som nr. 1078 i verden, vandt overraskende sejre over den ottendeseedede Paradorn Srichaphan og verdens nummer 126 Alexander Waske en route til hans kvartfinale mod Federer.  Suzuki tabte endnu engang til Federer i tre tætte sæt, 6–4, 5–7, 6–7(3) .